# وستماینستر (ماساچوست)
وستماینستر، ماساچوست
وستماینستر (به انگلیسی: Westminster) شهرکی در شهرستان ورچستر ایالت ماساچوست می‌باشد که در سال ۱۷۷۰ بنیان‌گذاری شده‌است. این شهرک در سرشماری سال ۲۰۱۰ میلادی، ۷٬۲۷۷ نفر جمعیت داشته‌است.